# Homeovestismo
O formalmente denominado homeovestismo é um conceito originalmente identificado por George Zavitzianos e posteriormente desenvolvido em maior profundidade por Louise J. Kaplan, para referir-se à excitação sexual que provoca a certos indivíduos ao usar roupa típica de seu próprio gênero, em comparação com a mais amplamente difundida e reconhecida prática do fetichismo travestista, em que o indivíduo se excita sexualmente ao usar as roupas típicas do sexo oposto.